# Округ Расел (Канзас)
Округ Расел (енгл. Russell County) је округ у америчкој савезној држави Канзас. По попису из 2010. године број становника је 6.970. Седиште округа је град Расел.

## Демографија
Према попису становништва из 2010. у округу је живело 6.970 становника, што је 400 (5,4%) становника мање него 2000. године.
| Група             | 2000.         | 2010.         |
| Белци             | 7.146 (97,0%) | 6.640 (95,3%) |
| Афроамериканци    | 37 (0,5%)     | 54 (0,8%)     |
| Азијати           | 24 (0,3%)     | 34 (0,5%)     |
| Хиспаноамериканци | 67 (0,9%)     | 115 (1,6%)    |
| Укупно            | 7.370         | 6.970         |